# Chanel Kavanagh
Chanel Kavanagh (ur. 24 kwietnia 1995) – nowozelandzka judoczka.
Startowała w Pucharze Świata w 2012 i 2013. Siódma na igrzyskach wspólnoty narodów w 2014. Srebrna medalistka mistrzostw Oceanii w 2013 i 2014. Mistrzyni kraju w 2012, 2015 i 2017 roku.